# Saint-Bris-des-Bois
Saint-Bris-des-Bois är en kommun i departementet Charente-Maritime i regionen Nouvelle-Aquitaine i västra Frankrike. Kommunen ligger  i kantonen Burie som ligger i arrondissementet Saintes. År 2022 hade Saint-Bris-des-Bois 388 invånare.

## Befolkningsutveckling
Antalet invånare i kommunen Saint-Bris-des-Bois
Referens:INSEE